# Twardoszek
Twardoszek – dawna miejscowość i zlikwidowany przystanek osobowy, nad Czerwonym Kanałem na linii kolejowej nr 414 Gorzów Wielkopolski Zieleniec – Chyrzyno, w województwie lubuskim, w Polsce.
Przed II wojną światową przystanek nazywał się Am Kanal. W 1947 została poświadczona oficjalnie urzędowa nazwa miejscowości, klasyfikowanej jako przysiółek.